# Церква Казанської ікони Божої Матері (Верещаки)
Церква Казанської ікони Божої Матері у Верещаках — парафія і храм Лановецького благочиння Тернопільської єпархії Православної церкви України в селі Верещаки Кременецького району Тернопільської области.
Оголошена пам'яткою архітектури місцевого значення (охоронний номер 1621).

## Історія церкви
У 1867 році за пожертви парафіян та стараннями священника Кроніма Галькевича було збудовано дерев'яний храм на кам'яному фундаменті.
При церкві знаходиться дзвіниця, збудована у 1870 році.
У 1885 році було відновлено іконостас.
Благочинним тоді був священник Григорій Кошихович, а настоятелем — священник Ієракс Левицький.
Оберегами храму є старовинна ікона Покрови Божої Матері та відреставроване Євангеліє.

## Парохи
- о. Кронім Галькевич,
- о. Григорій Кошихович,
- о. Ієракс Левицький,
- о. Дмитро Пекарський (1824—1834),
- о. Олександр Ричинський (1834—1837),
- о. Яків Турчинський (1837—1863),
- ієронім Василь Галькевич (1863—1868),
- о. Віктор Раджевич,
- о. Ієраклій Левицький (1868—1900),
- о. Леонтій Коркушко (1900—1912),
- о. Іоан Копачевський (1912—1927),
- о. Юхновський,
- о. Редька,
- о. Гелета,
- о. Захарій Дідик (1934),
- о. Євтихій Ковальчук (1943—1947),
- о. Григорій Марусяк (1948—1988),
- о. Михайло Підлипний (1988—1989),
- о. Федір Гаврилюк (1989—1990),
- о. Григорій Карпець (1991—1993),
- о. Федот Пасічник (1993—1995),
- о. В'ячеслав Кізілов (1995—2008),
- о. Володимир Петрів (з 2008).